# 무신론과 종교
무신론과 종교 전통적인 일신교 또는 다신교 내의 일부 운동이나 종파들은 신에 대한 믿음 없이 종교적인 믿음, 영적인 믿음, 그리고 신에 대한 집착을 실천하는 것이 가능하다는 것을 인식한다. 초자연적인 지배력에 대한 종교적 또는 정신적 믿음으로 간주될 만한 것을 가진 사람들은 어떤 종교에 대한 추종자로 정의된다. 무신론이 종교라는 주장은 용어의 모순으로 묘사되어 왔다.

## 같이 보기
- 정교분리